# Saint-Maurice (Haute-Marne)
Saint-Maurice is een gemeente in het Franse departement Haute-Marne (regio Grand Est) en telt 143 inwoners (2004). De plaats maakt deel uit van het arrondissement Langres.

## Geografie
De oppervlakte van Saint-Maurice bedraagt 3,5 km², de bevolkingsdichtheid is 40,9 inwoners per km².
De onderstaande kaart toont de ligging van Saint-Maurice (Haute-Marne) met de belangrijkste infrastructuur en aangrenzende gemeenten.

## Demografie
Onderstaande figuur toont het verloop van het inwonertal (bron: INSEE-tellingen).